# Terep
Terep település Romániában, Szatmár megyében.

## Fekvése
Szatmár megyében, Avasújvárostól északkeletre, Bujánháza és Bikszád között fekvő település.

## Története
Terep neve az oklevelekben 1493-ban szerepel először, ekkor már mai nevén írták.
A település az Avassági uradalomhoz tartozott és sorsuk is egy volt egészen a 18. századig.
A 18. században a település határában birtokot szereztek a gróf Károlyiak, gróf Telekiek, gróf Kornis, a báró Wesselényi, Eötvös, Dobai, Sepsi, Nagy, Szirmay családok, a Becsky család, majd a Kovács család is.
A 20. század elején nagyobb birtokosa nem volt.
Terep határába esett a Bakó tanya és Bikszád fürdő egy része is.
A település a trianoni békeszerződés előtt Szatmár vármegye avasi járásához tartozott.

## Nevezetességek
- Görögkatolikus temploma - 1805-ben épült.